# Kaditzer Friedhöfe

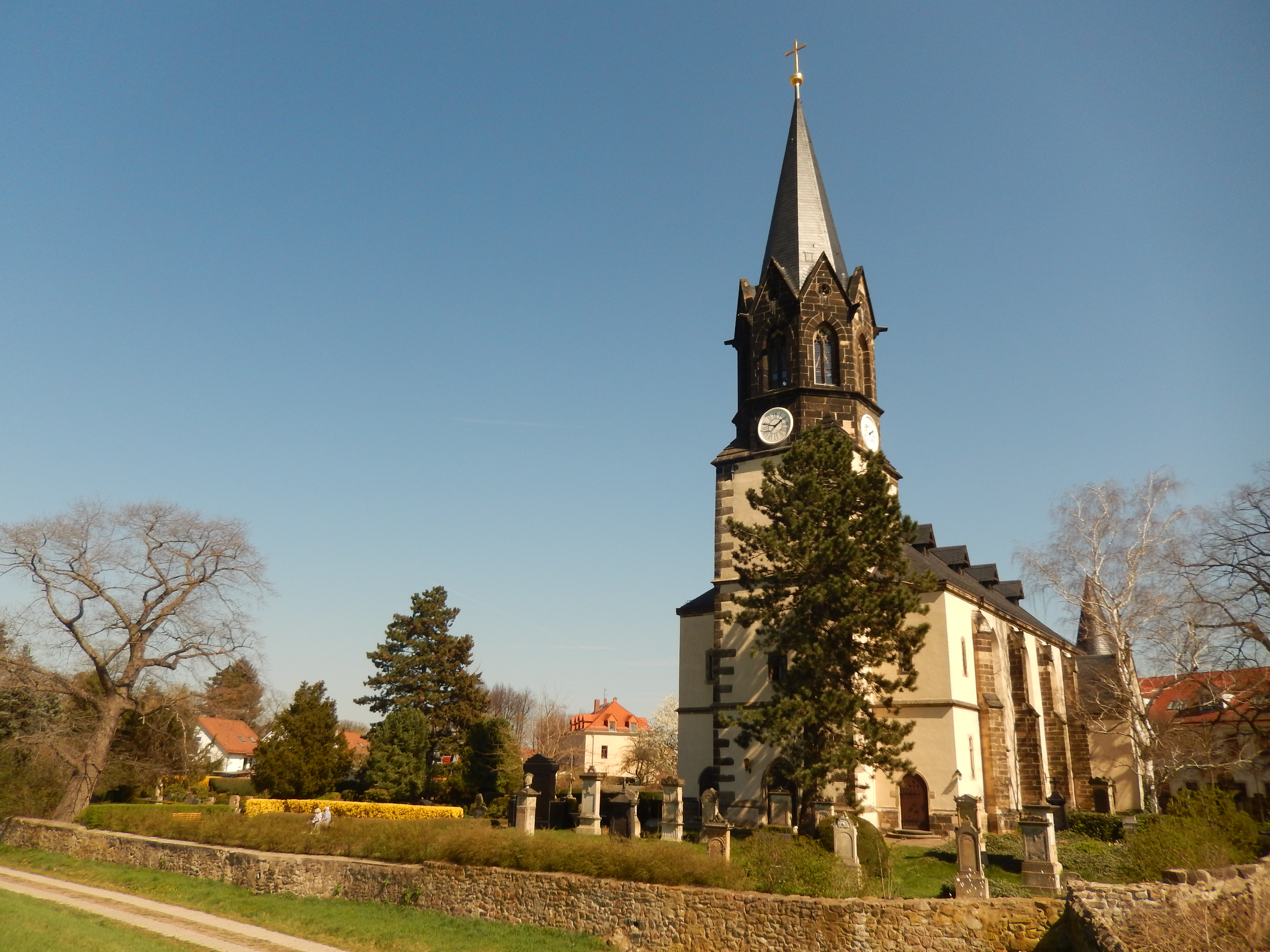
Friedhof an der Kirche 2017

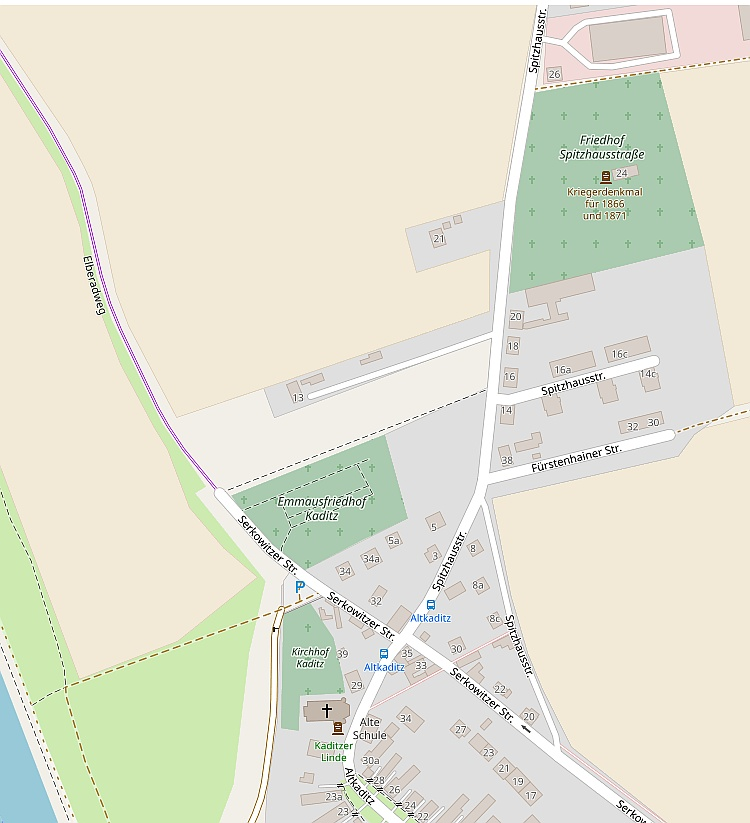
Karte der drei Kaditzer Friedhöfe

Die Kaditzer Friedhöfe sind drei Friedhöfe in der Dresdner Gemarkung Kaditz. Alle drei gehören zur Emmauskirche und stehen unter Denkmalschutz. Auf einer Gesamtfläche von 75.000 Quadratmetern befinden sich etwa 3400 Grabstellen.

## Friedhof an der Kirche

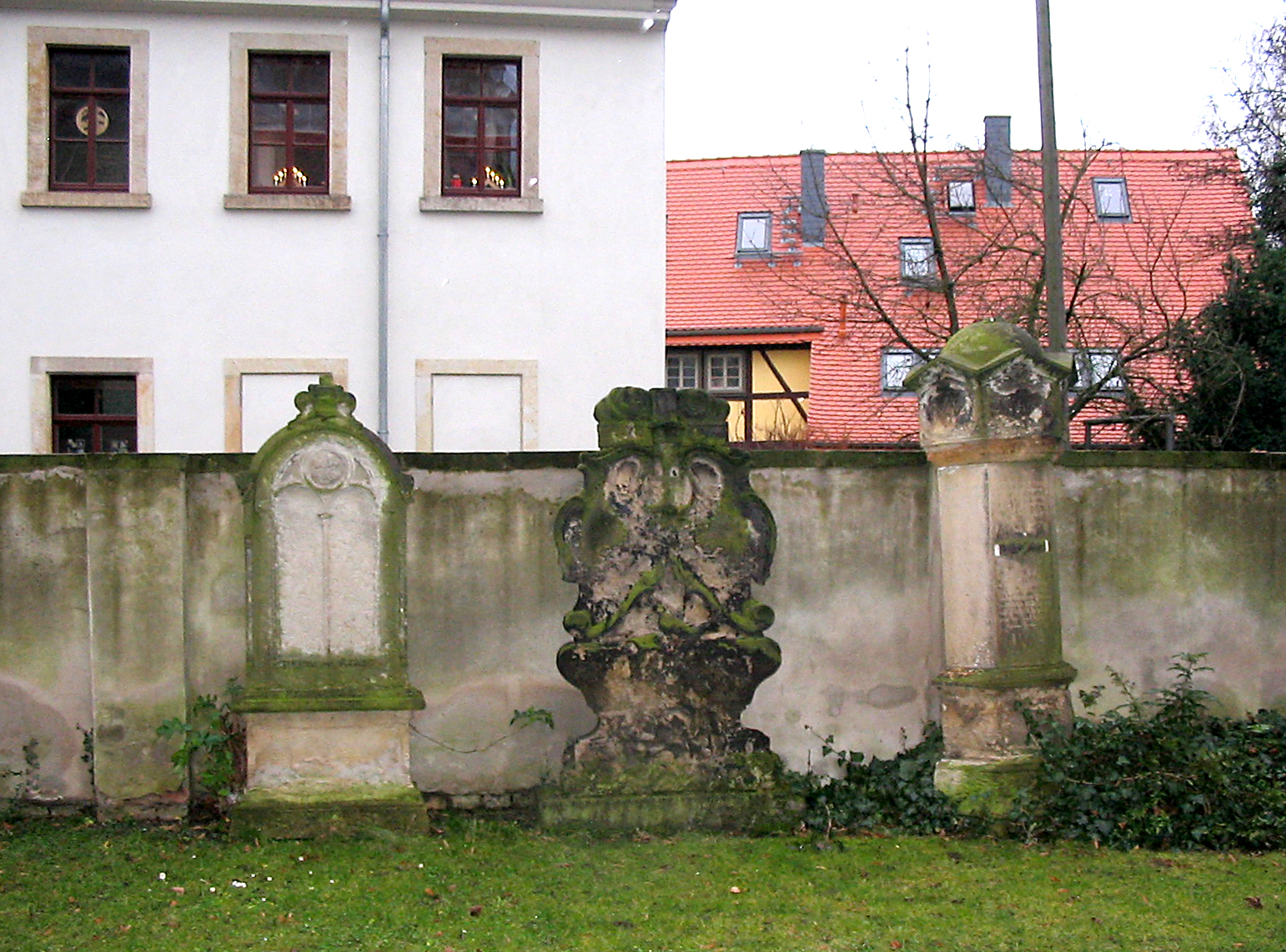
Grabmal Johann Christian Zillers auf dem Friedhof an der Kirche

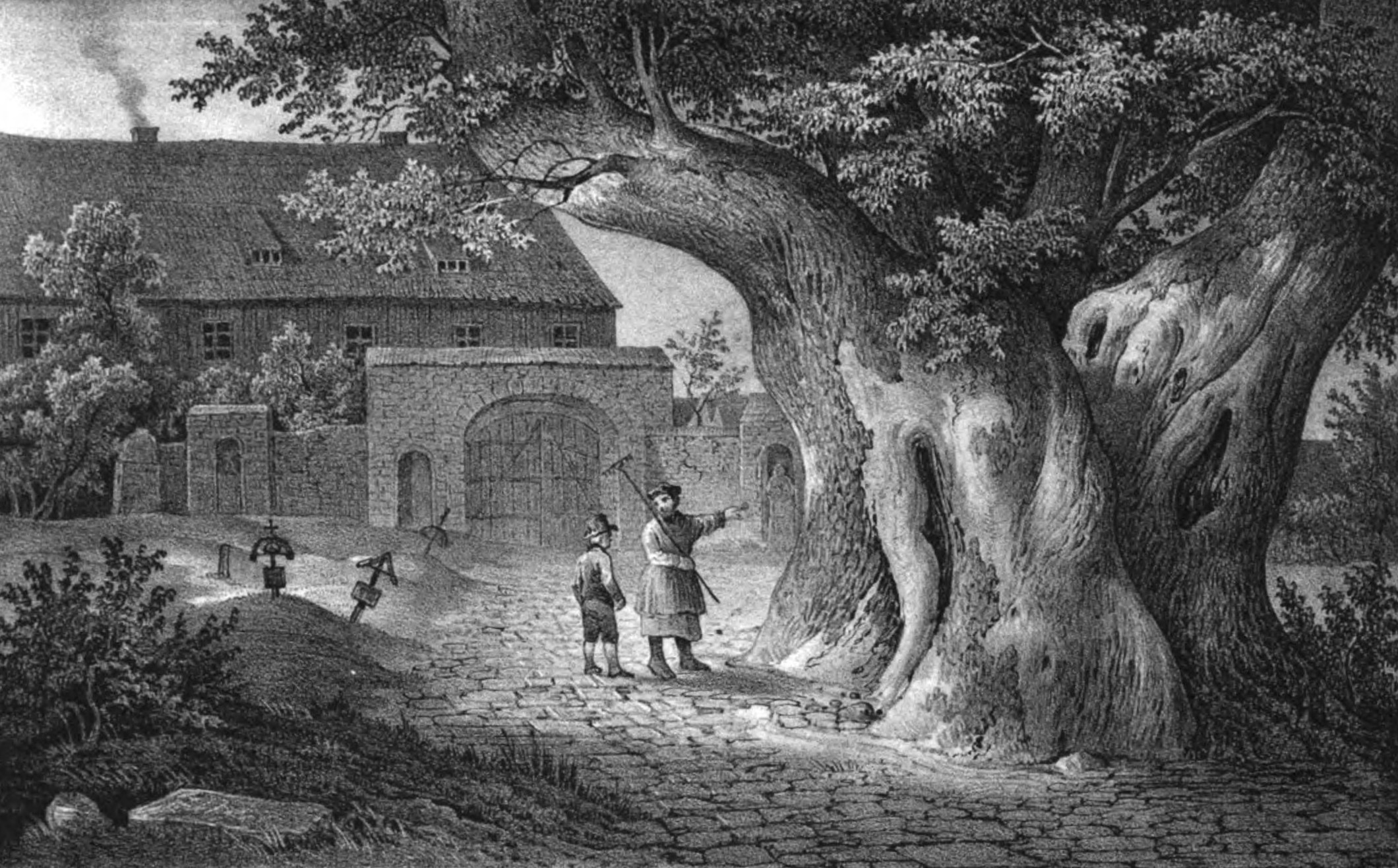
Der Kirchhof Mitte des 19. Jahrhunderts

Der älteste Friedhof in Kaditz wurde bereits um 1500 um die Kirche herum angelegt (Lage). Jahrhundertelang war er der einzige Bestattungsplatz zwischen Kötzschenbroda und Dresden-Neustadt. Der Kirchhof umfasst heute eine Größe von 5400 Quadratmetern. Der nördlich gelegene Teil des Kirchhofs wird noch für Bestattungen genutzt.
Auf der Westseite des Kirchhofs liegt ein schmaler Streifen Friedhofsland, der sich von alten Bäumen umgrenzt in das umliegende Ackerland erstreckt. Dieser entstand bereits im „Zeitalter der Empfindsamkeit“. Die dortigen Gräber aus den Jahren 1730 bis 1750 sind die ältesten erhaltenen des Kirchhofs und teilweise stark verwittert.
Vor allem auf der Ost- und Südseite des Geländes befinden sich zahlreiche neugotische und neubarocke Grabsteine, so der des Zimmermeisters Johann Christian Ziller (1773–1838) und eventuell auch der dessen Vaters Johann Christian (1728–1812), der in hohem Alter nach Kaditz kam und dort verstarb. In der Grablege der Familie Ziller an der nordöstlichen Längsfront der Kirche fanden unter anderem die Baumeister Christian Gottlieb Ziller und Moritz Ziller ihre letzte Ruhestätte. Weitere regional bekannte Persönlichkeiten, die auf dem Kaditzer Kirchhof beerdigt wurden, sind der Baumeister Friedrich Wilhelm Eisold, der Zigarrenfabrikant Friedrich Otto Jedicke und der Inhaber vom Ballhaus Watzke, Gustav Paul Watzke. Eisolds Grabmal wurde 2014 durch einen Nachkommen denkmalpflegerisch restauriert.
Gegenüber der Sakristei, unmittelbar neben der Kaditzer Linde, befindet sich ein Ehrenmal für gefallene Soldaten der beiden Weltkriege. Es wurde 1922 vom Militärverein Dresden-Kaditz initiiert und in den folgenden Jahren durch Spenden Kaditzer Bürger finanziert. Im Jahr 1925 erfolgte die feierliche Einweihung des fünfeckigen Steins, auf dem ein Adler thront. An den Seiten befinden sich die Siegel der umliegenden Gemeinden. Heute befinden sich hinter dem Ehrenmal an der südöstlichen Seitenfront der Emmauskirche Bronzetafeln, die die Namen von mehr als 300 Gefallenen aus Kaditz, Mickten und Übigau enthalten.
Der Kirchhof Kaditz steht zusammen mit der Emmauskirche unter Denkmalschutz. Zum einen als Sachgesamtheit, zum anderen als Einzeldenkmal. Für den Friedhof umfasst dies konkret die Friedhofsmauer mit drei Eingängen und Toren, den parkähnlichen Kirchhof mit imposantem Großgrün (Gerichts-Linde) und historischen Grabmale, teilweise aus den Jahren 1730 bis 1750, aber auch qualitätvolle Grabanlagen des 19. Jahrhunderts. Der Friedhof an der Kirche zeigt in exemplarischer Weise sowohl in seiner Struktur als auch seiner Ausgestaltung eine über Jahrhunderte gewachsene Friedhofskultur. Außerdem geschützt ist das Kriegerdenkmal für die Gefallenen der beiden Weltkriege. Der Emmauskirche und dem sie umgebenden Kirchhof „kommt neben ihrer hohen ortsgeschichtlichen und landschaftsgestalterischen Bedeutung ebenso eine überregionale kunst- und baugeschichtliche Wertigkeit zu“.

## Friedhof Serkowitzer Straße

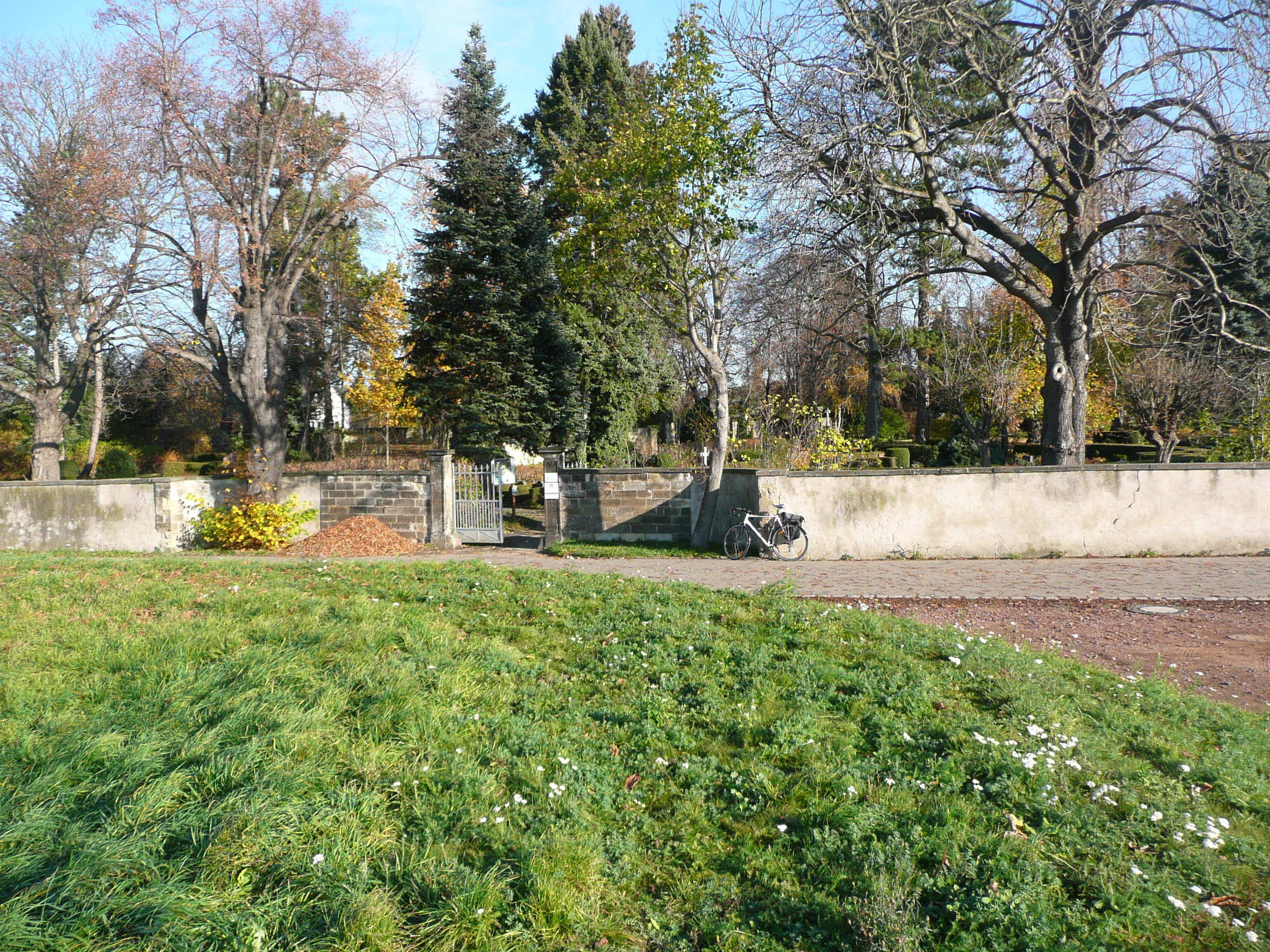
Friedhof Serkowitzer Straße 2015

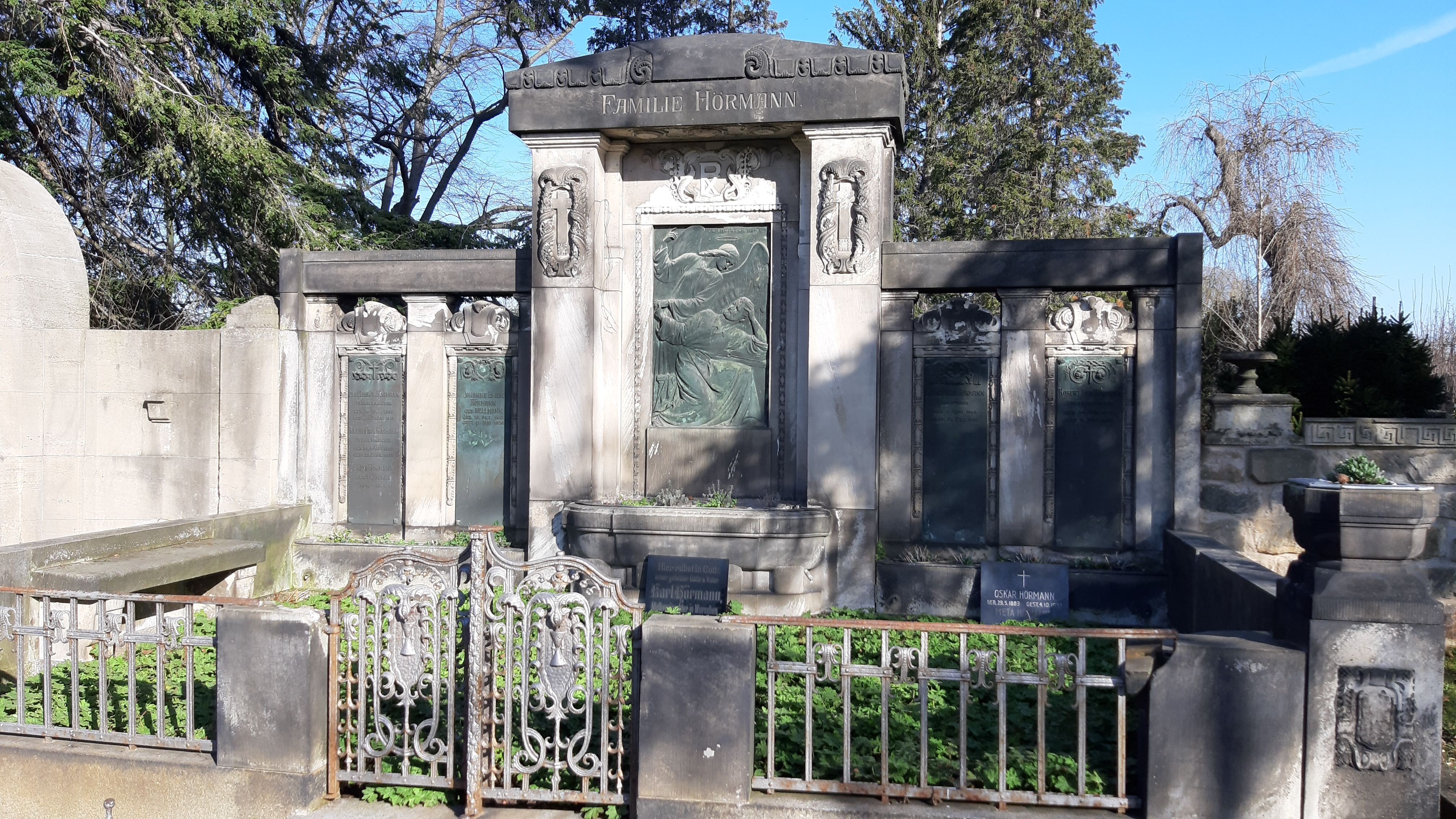
Jugendstilgrab der Familie Hörmann

Infolge des starken Wachstums der Pfarrei Kaditz wurde der Platz auf dem Kirchhof 1862 zu eng. Ein direkt angrenzendes Land ließ sich nicht erwerben, also legte man an der nahen Serkowitzer Straße den Zweiten Friedhof an. In den Jahren 1870/71 wurde dieser abermals zu klein, man kaufte ein angrenzendes Grundstück zur Erweiterung (Lage).
1870/71 wurde hier 116 französische Kriegsgefangene aus dem Deutsch-Französischen Krieg beigesetzt, die im Barackenlager Übigau verstorben waren. Unzureichende hygienische Bedingungen, der strenge Winter 1870/71 und nicht zuletzt das Elbehochwasser in der zweiten Februarhälfte 1871 waren die Gründe für die zahlreichen Toten. Der Friedhof wird deshalb heute auch Franzosenfriedhof genannt. Das Sammelgrab von 114 Soldaten und die Einzelgräber von 2 Unteroffizieren existieren noch. 1872 ließ eine französische Stiftung einen ersten Gedenkstein errichten. Zum 25-jährigen Gedenktag renovierte der Königlich-Sächsische Militärverein das Grabmal und stellte eine schwarze Granitplatte auf mit der Inschrift: „Zum 25jährigen Gedenktag erneuert von den Königl. Säch. Militärvereinen Mickten, Pieschen, Trachau, Kaditz am 1. Sept. 1895“. Nach einer erneuten Sanierung durch die französische Kriegsgräberfürsorge wurde die Grabstelle am 1. November 2000 neu eingeweiht.
Ein kostbares Jugendstil-Grabmal erinnert an den Fabrikbesitzer Robert Leo Hörmann (1870–1907). Die Familie Hörmann besaß auf der Sternstraße eine Kakao-, Schokolade- und Keksfabrik.
Der Friedhof mit einer Fläche von 9000 Quadratmetern wurde zum 1. Januar 2017 beschränkt geschlossen. Seitdem wurden keine neuen Nutzungsrechte mehr vergeben.
Die Friedhofseinfriedung mit ihrer Toranlage, die Grabstätte für französische Kriegsgefangene und weitere denkmalwerte Grabmäler stehen unter Denkmalschutz. Der Friedhof ist „künstlerisch, landschaftsgestalterisch sowie ortsgeschichtlich und personengeschichtlich bedeutend“.

## Friedhof Spitzhausstraße

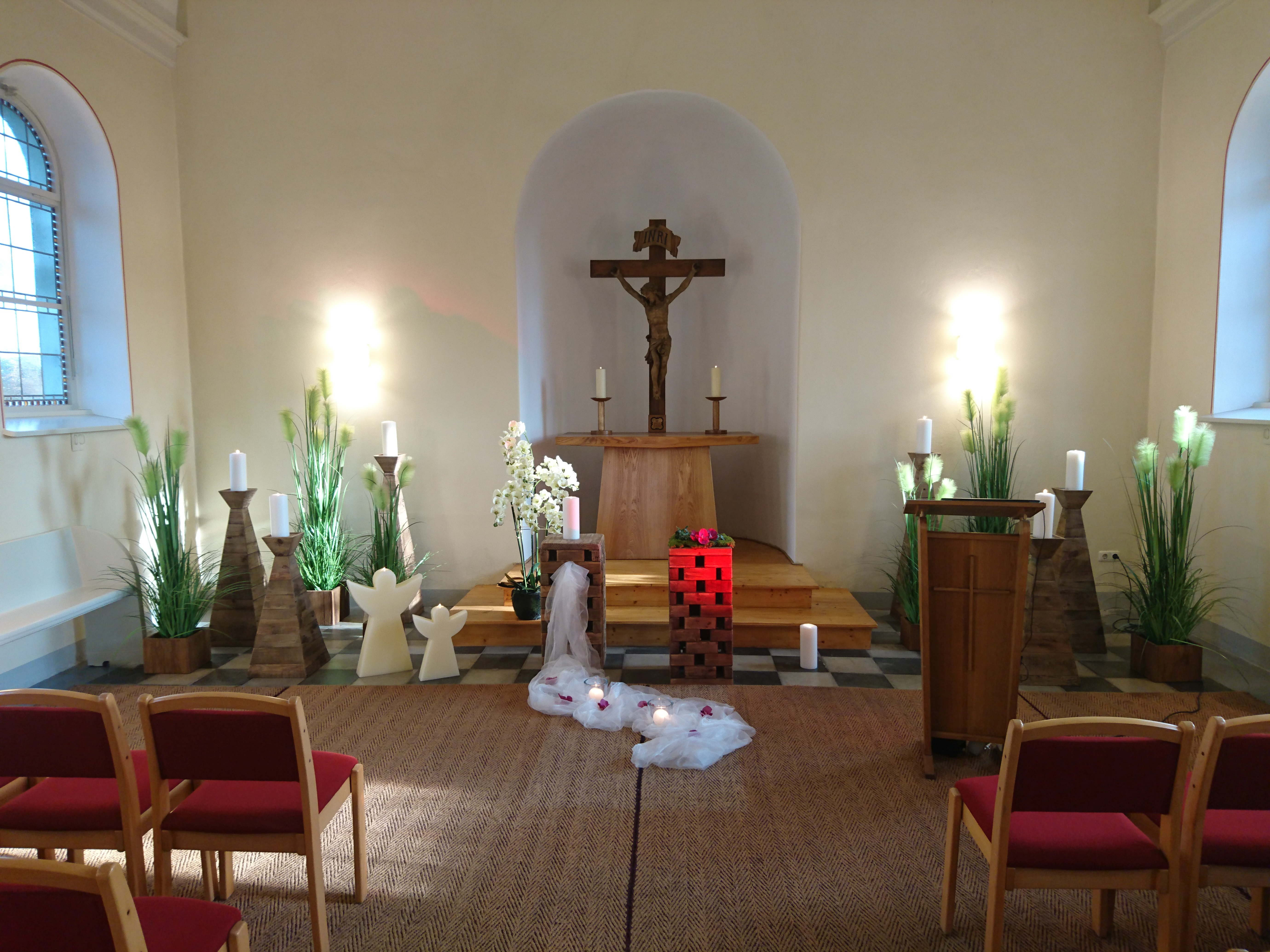
Feierhalle Spitzhausstraße

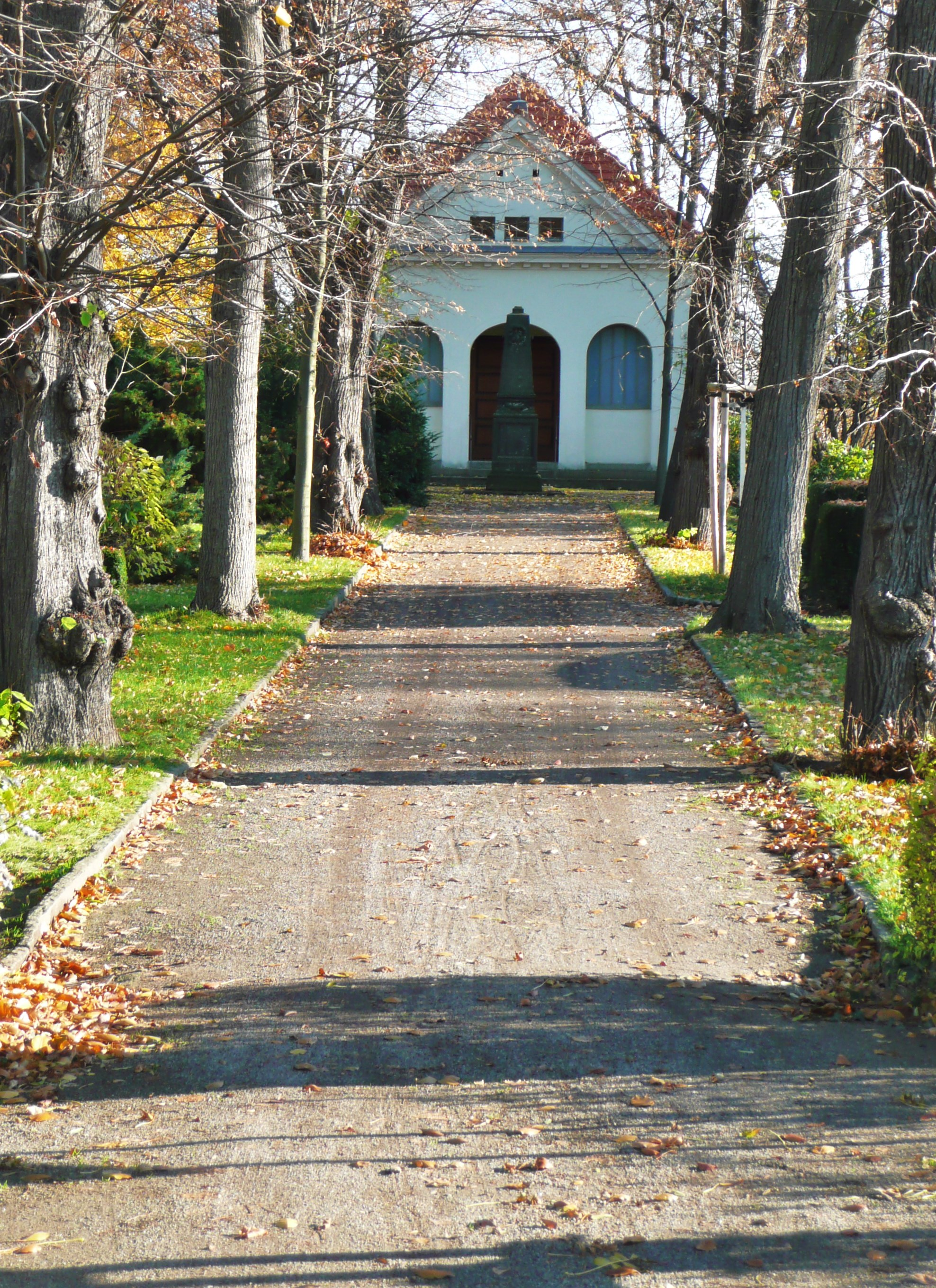
Feierhalle auf dem Friedhof Spitzhausstraße 2015

Nachdem auch der zweite Kaditzer Friedhof belegt war, wurde am 7. Juli 1878 der dritte Kaditzer Friedhof auf der Spitzhausstraße eingeweiht (Lage). Die Kosten für das Grundstück, die Erschließung, die Umfassungsmauer und die Feierhalle betrugen 31.000 Mark. Vor der Feierhalle wurde am 28. September 1879 ein Denkmal geweiht zur Erinnerung an die in den Kriegen von 1866 und 1870/71 gefallenen Soldaten.
Seit 1992 existiert wieder eine Sammelgrabstelle mit 13 Bestatteten und 11 Einzelgräber mit Opfern der Bombenangriffe des Zweiten Weltkriegs. Diese Grabstätten waren zu DDR-Zeiten eingeebnet worden.
Die Feierhalle wurde 2001 umfassend saniert. Sie enthält ein wertvolles Kruzifix aus dem 17. Jahrhundert. Der Friedhof hat eine Größe von 17300 Quadratmetern.
Die Friedhofskapelle, die Friedhofseinfriedungsmauer mit ihrer Toranlage, das Kriegerdenkmal und verschiedene denkmalwerte Grabmale stehen unter Denkmalschutz. Der Friedhof Spitzhausstraße ist ein wichtiges Zeugnis der Friedhofskultur, „künstlerisch, landschaftsgestalterisch sowie ortsgeschichtlich und personengeschichtlich bedeutend“.

## Persönlichkeiten

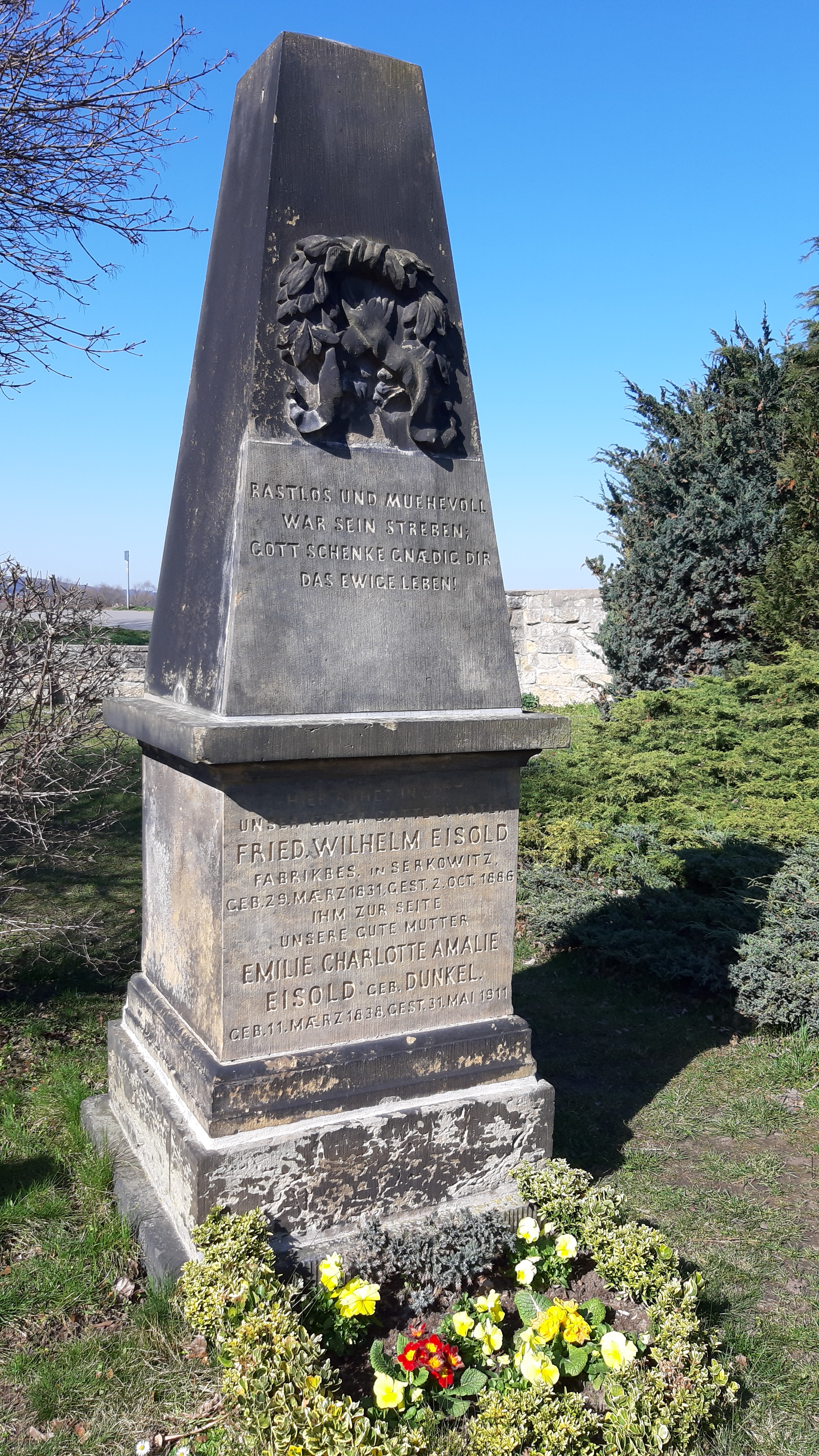
Grab Friedrich Wilhelm Eisold

### Friedhof an der Kirche
- Friedrich Wilhelm Eisold (1831–1886), Baumeister
- Friedrich Otto Jedicke (1860–1911), Zigarrenfabrikant
- Gustav Paul Watzke (1882–1937), Inhaber vom Ballhaus Watzke
- Christian Gottlieb Ziller (1807–1873), Baumeister
- Johann Christian Ziller (1773–1838), Zimmermeister
- Moritz Ziller (1838–1895), Baumeister

### Friedhof Serkowitzer Straße
- Robert Leo Hörmann (1870–1907), Fabrikbesitzer
- Benno Hübel (1876–1926), Baumeister

### Friedhof Spitzhausstraße
- Adolf Hohneck (1810–1879), Maler[15]

## Galerie

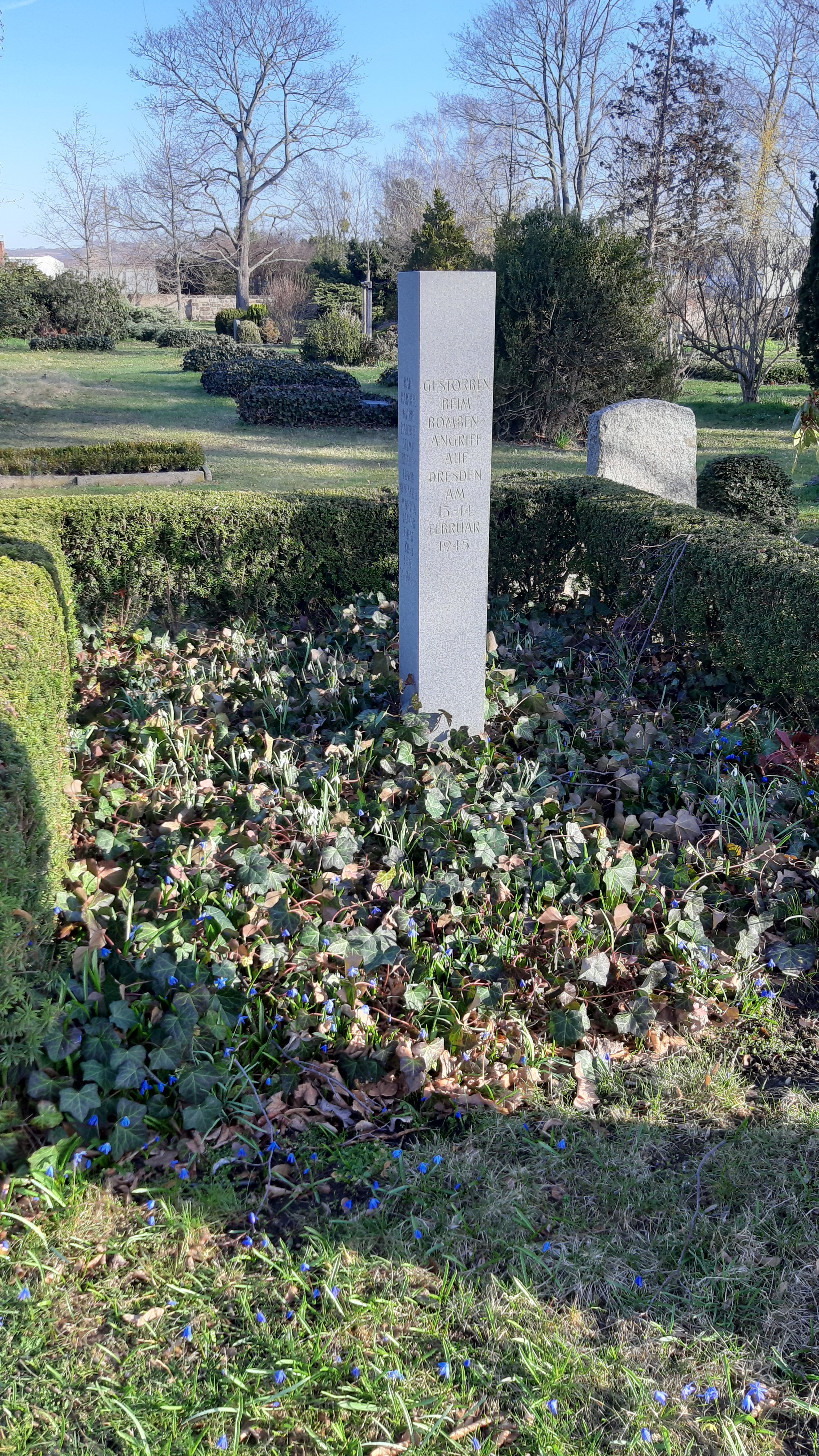
Gedenkstein für die Opfer der Luftangriffe auf Dresden (Spitzhausstraße)
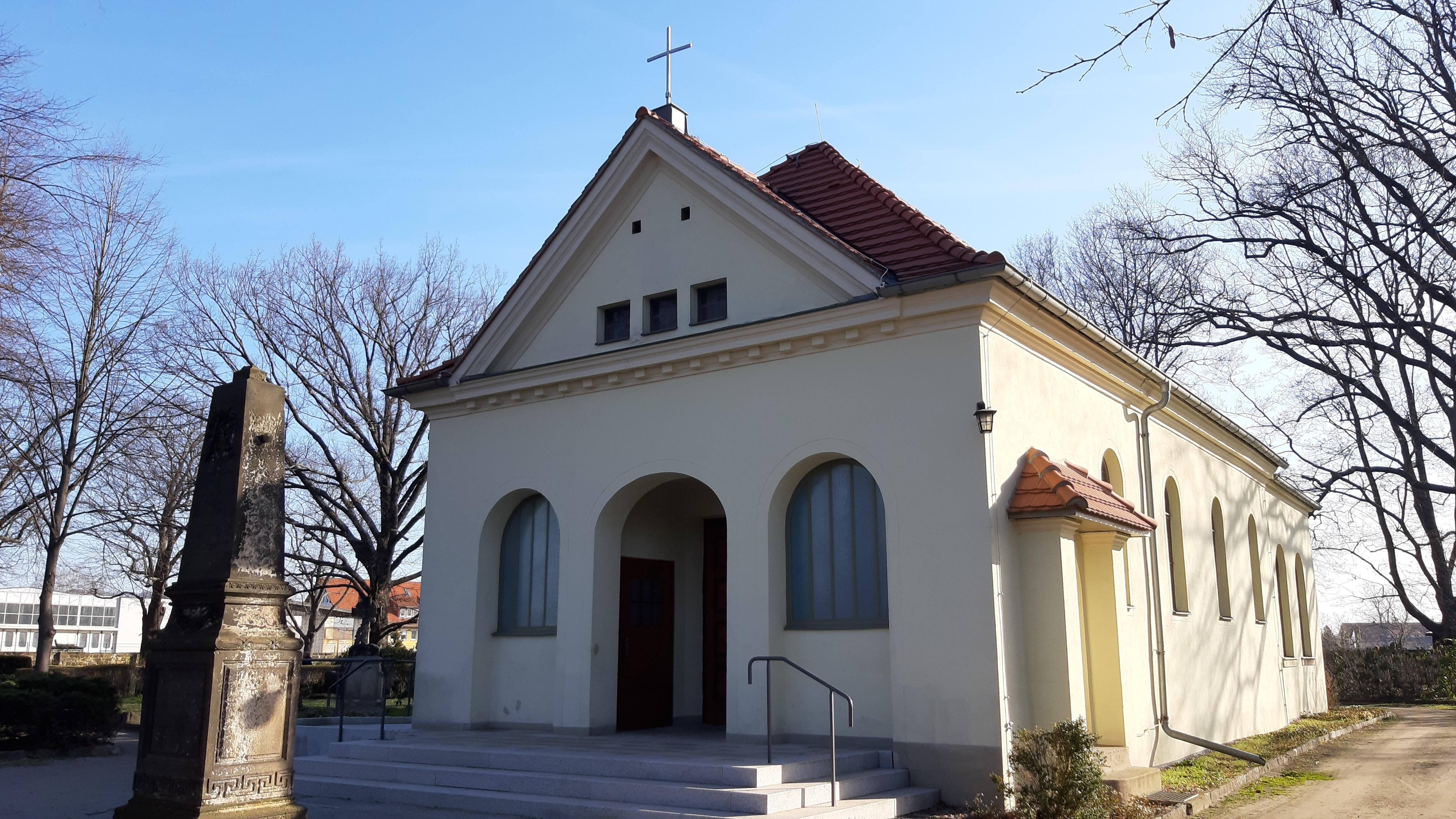
Gedenkstein für die Kriegsopfer von 1866 und 1870/71 (Spitzhausstraße)
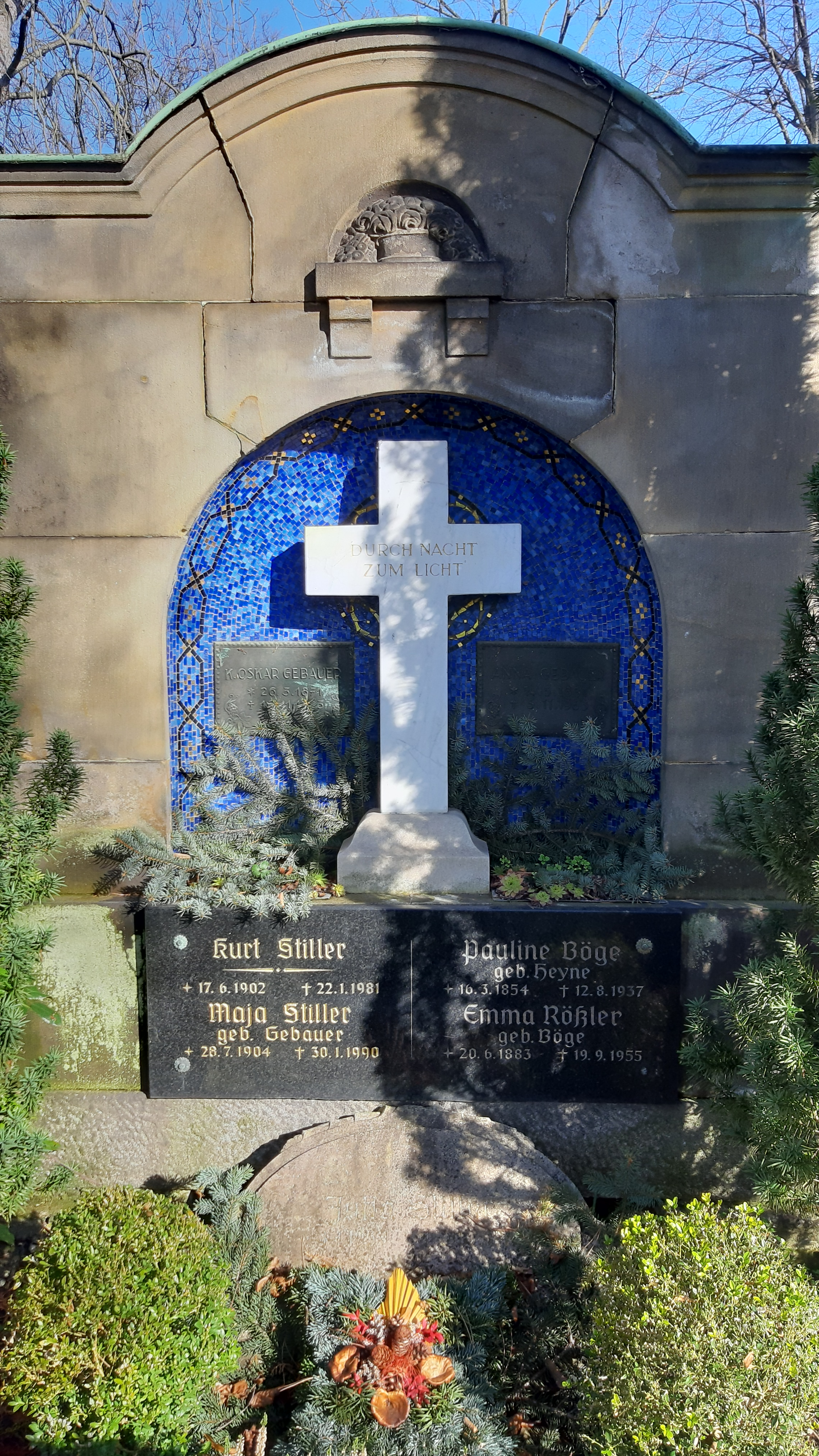
Jugendstilgrab (Serkowitzer Straße)
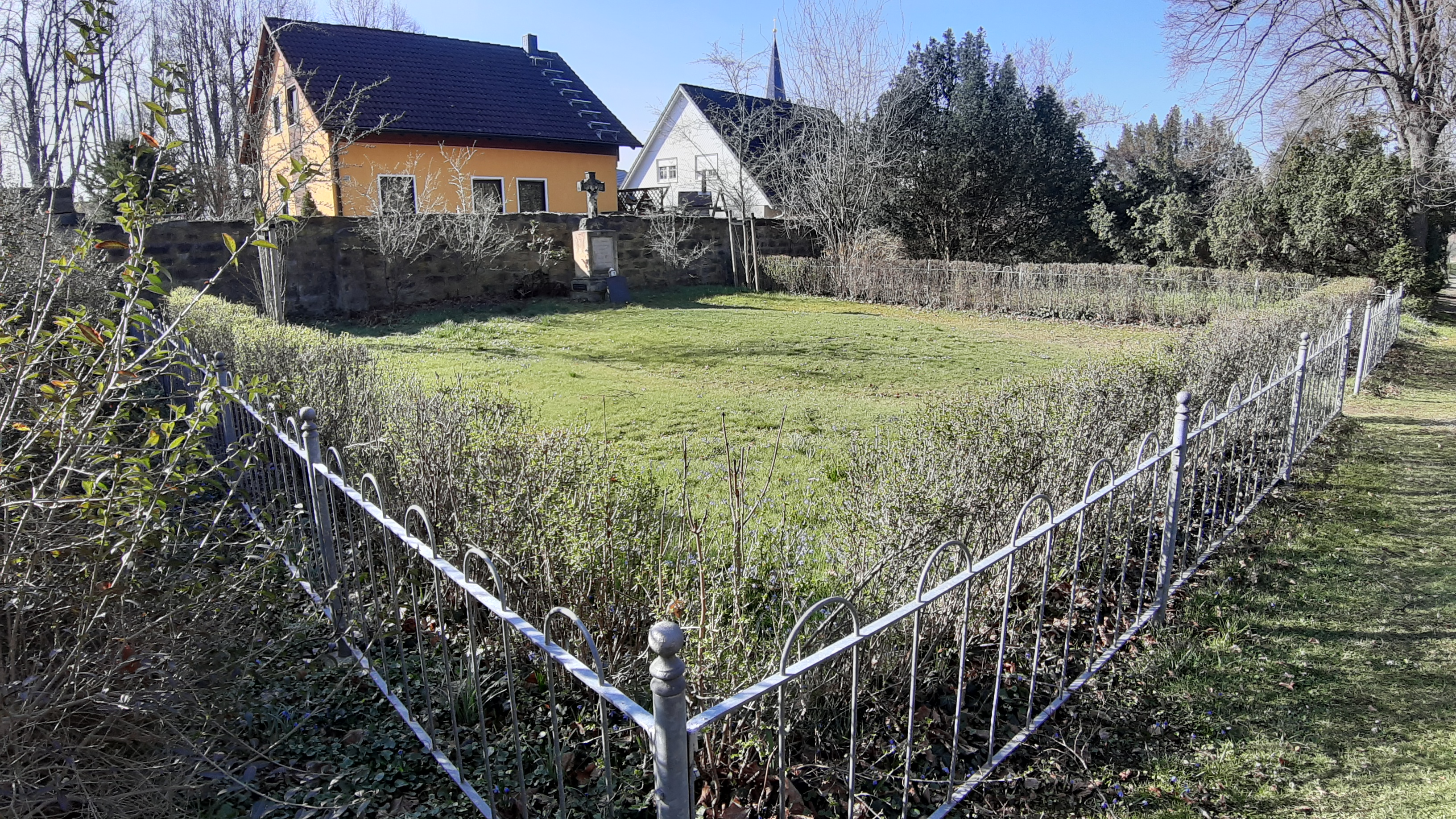
Sammelgrab Französischer Soldaten (Serkowitzer Straße)
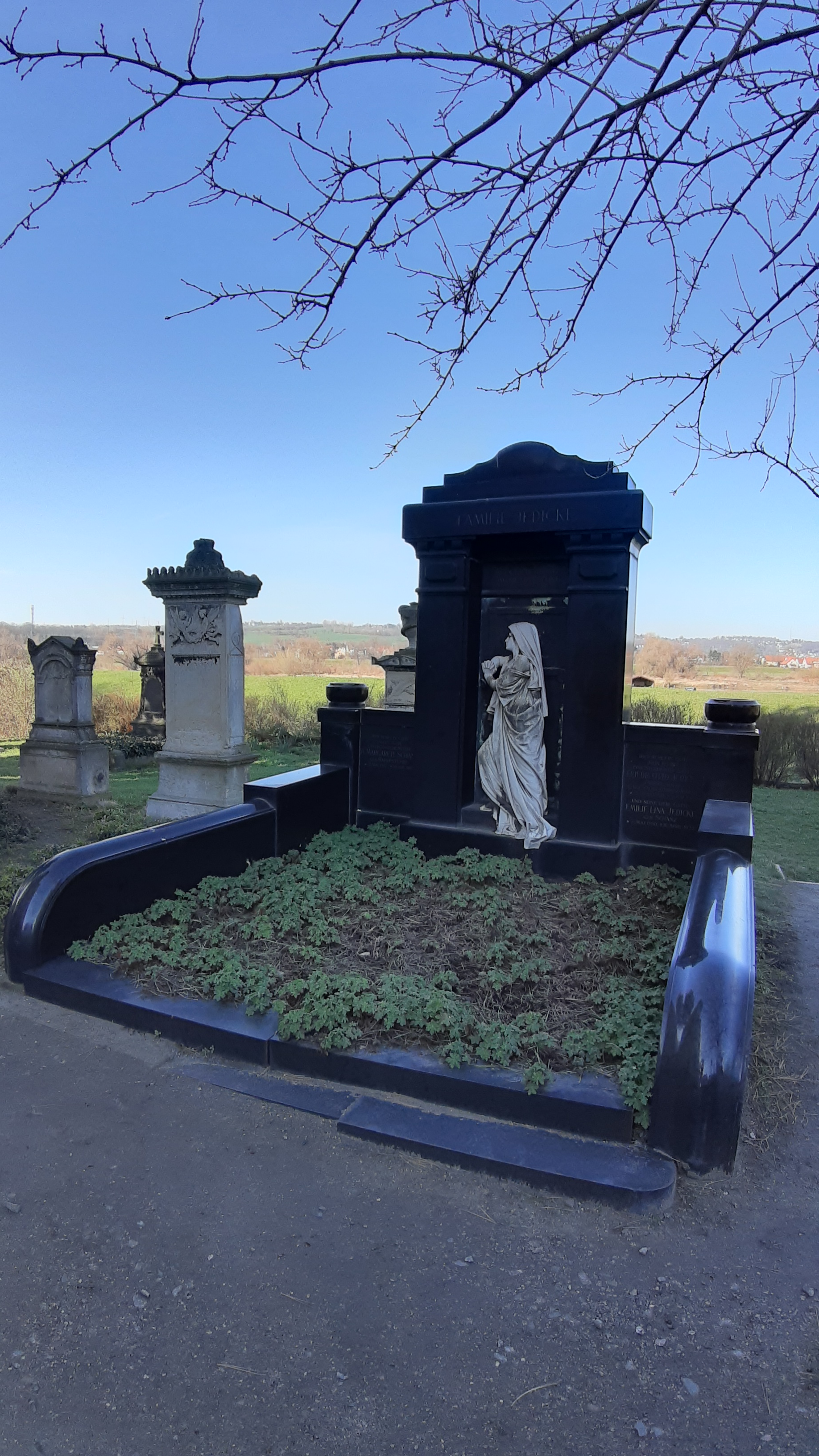
Grab Friedrich Otto Jedickes (Kirchhof)
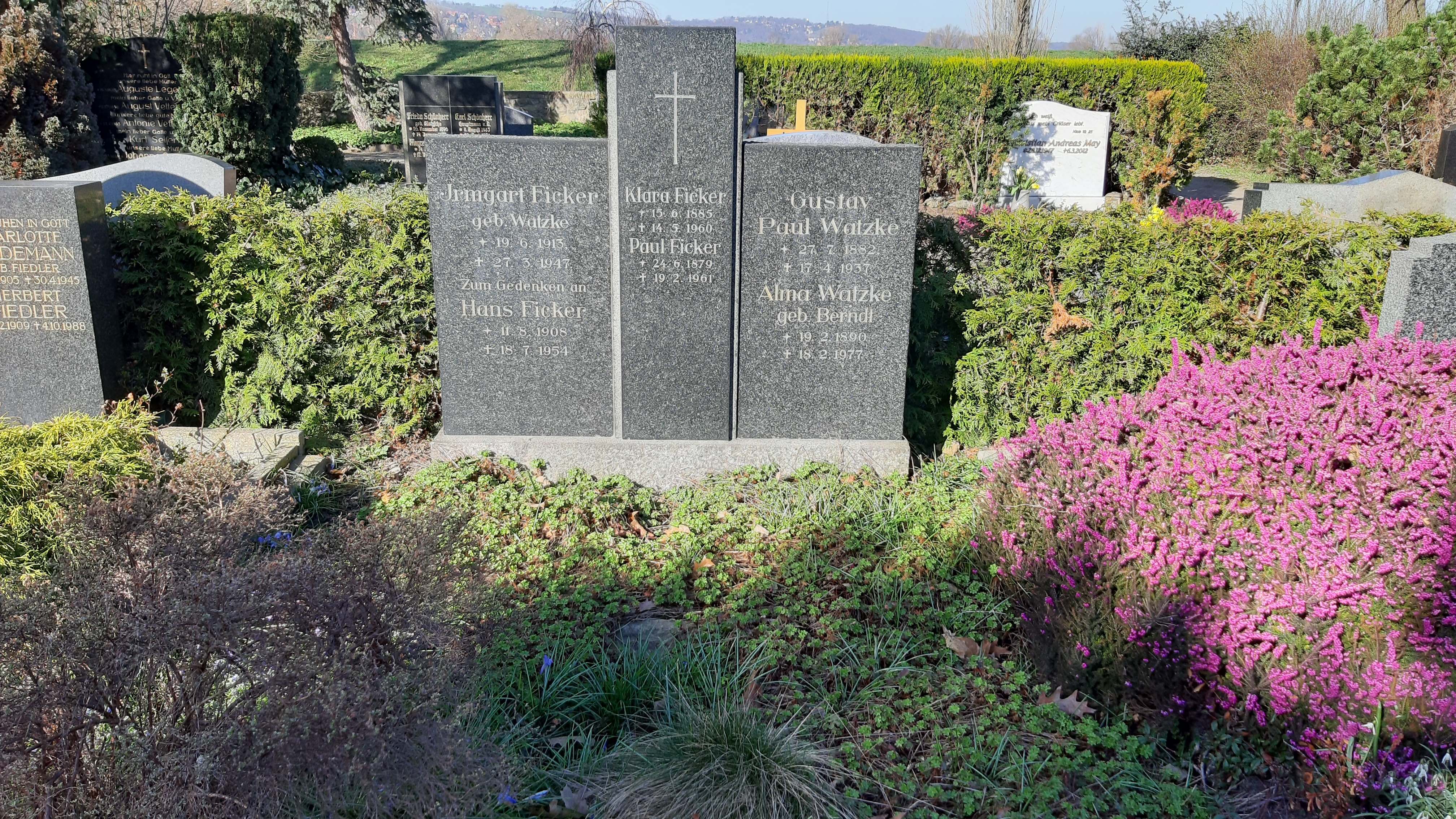
Grab Gustav Paul Watzkes (Kirchhof)